# جرالد تی. هونر
جرالد تی. هِـوِنِـر (انگلیسی: Jerold T. Hevener؛ ۳۰ آوریل ۱۸۷۳ – تاریخ درگذشت:نامعلوم) کارگردان فیلم و بازیگر اهل ایالات متحده آمریکا بود.

## گزیدهٔ فیلم‌شناسی

### بازیگر
- انتخاب او
- ارثیه متیلدا
- رویارویی موفقیت‌آمیز
- دختر قاچاقچی
- ماجرای یک ابله
- جیمز حسود
- او برنده یک مزرعه شد
- افروختن یک آتش

### کارگردان
- اختراع ادیسون باگ
- در پایکس‌ویل روی داد
- یک فاجعه وحشتناک
- پلیس زن
- ساده‌لوح و ندیمه
- آنچه فراموش کرد
- هدف کوپیدو
- بچۀ برنده
- ایمنی افتضاح
- ساعت‌ساز دیوانه